# Elgonidium bartolozzii
Elgonidium bartolozzii – gatunek chrząszcza z rodziny nakwiatkowatych i podrodziny Tomoderinae.
Gatunek ten został opisany w 2012 roku przez Dimitrego Telnova na podstawie pojedynczego samca odłowionego w 2004 roku przez A. Sforziego i L. Bartolozziego. Drugiego ze zbieraczy honoruje epitet gatunkowy.
Chrząszcz o ciele długości 2,22 mm, ubarwiony jasnobrązowo z żółtym przodem głowy oraz ciemnożółtymi: czułkami, głaszczkami i odnóżami. Czułki mają silnie poszerzone człony od ósmego do jedenastego, tworzące buławkę. Przedplecze podzielone na przedni i tylny płat gwałtownymi, bardzo głębokimi bocznymi wcięciami o ząbkowanych krawędziach. Przedni płat jest szerszy, ponad trzykrotnie szerszy od przewężenia.  Pokrywy są wydłużone, długo i żółtawo owłosione, o szerokich, sięgających prawie wierzchołków epipleurach.
Chrząszcz znany wyłącznie z lasu w Tanzanii.